# Evaniella ornaticornis
Evaniella ornaticornis är en stekelart som först beskrevs av Cameron 1887.  Evaniella ornaticornis ingår i släktet Evaniella och familjen hungersteklar. Inga underarter finns listade i Catalogue of Life.